# Reinhold Saltzwedel
Reinhold Saltzwedel (ur. 23 listopada 1889 w Oleśnie, zm. 2 grudnia 1917 na kanale La Manche) – jeden z najbardziej udekorowanych niemieckich dowódców okrętów podwodnych podczas I wojny światowej. Zatopił w sumie 111 statków handlowych o wyporności 170526 BRT. Aby go uhonorować 1 września 1936 jego imię zostało nadane 2. flotylli U-bootów Kriegsmarine w bazie w Wilhelmshaven.

## I wojna światowa
Kiedy wybuchła I wojna światowa Saltzwedel był adiutantem na SMS „Kaiser” w stopniu Leutnant zur See. 19 września 1914 roku został awansowany na stopień Oberleutnant zur See.
W maju 1915 roku został adeptem w szkole okrętów podwodnych. Krótko po tym wstąpił do czynnej służby i służył jako dowódca kilku okrętów podwodnych. 20 sierpnia 1917 został odznaczony orderem Pour le Mérite za swoje osiągnięcia w walce flotą handlową Ententy. Saltzwedel wsławił się pojedynkiem z HMS „Dunraven” (był to statek-pułapka – okręt udający statek handlowy). 8 sierpnia 1917 angielski okręt próbował wciągnąć dowodzony przez Saltzwedela okręt podwodny UC-71 w pułapkę, ale podczas wymiany ognia na pokładzie „Dunraven” doszło do eksplozji bomb głębinowych co spowodowało jego zatonięcie.
Od 18 września 1917 roku Saltzwedel był dowódcą okrętu podwodnego UB-81 na którym zginął 2 grudnia 1917 po tym jak jego okręt wszedł na minę w kanale La Manche na południowy wschód od wyspy Wight. Załodze udało się podnieść dziób okrętu i 7 członków załogi wydostało się przez wyrzutnie torpedowe zanim okręt został staranowany przez łódź patrolową HMS P32 i zatonął na głębokości 28 metrów.